# Königstein, Sachsen
Königstein (Sächsische Schweiz) är en stad i Landkreis Sächsische Schweiz-Osterzgebirge i förbundslandet Sachsen i Tyskland. Staden har cirka 2 100 invånare.
Staden ingår i förvaltningsområdet Königstein/Sächs. Schw. tillsammans med kommunerna Gohrisch, Rathen, Rosenthal-Bielatal och Struppen.